# شحات محمد انور
شحات محمد انور (زادهٔ ۱ ژوئیه ۱۹۵۰ – درگذشتۀ ۱۲ ژانویه ۲۰۰۸) اهل مصر و از قاریان برجستۀ قرآن بود به طوریکه او را اکبر القرای نسل جدید می نامیدند.

## زندگی‌نامه
وی در در روستای کفر الوزیر در استان دقهلیه، مصر به دنیا آمد. در ۳ ماهگی پدر خود را از دست داد.
پس از مرگ پدرش با مادر خود به منزل پدربزرگ مادری رفت تا با دایی‌های خود زندگی کند. دایی او شاگرد حلمی محمد مصطفی از قاریان قرآن بود و شحات به تشویق او اقدام به حفظ قرآن نمود و در سن ۸ سالگی حافظ قرآن شد. در سن ۱۰ سالگی دایی‌اش او را نزد سید احمد فرارحی برد تا تجوید قرآن را فراگیرد.
وی در ۱۵ سالگی قرآن را در کل روستاهای شمال مصر  می‌خواند و از این رو به‌شهرت خوبی دست‌یافت.
با گسترش شهرت‌‌‌اش، در سال ۱۹۷۵ همکاری خود را با رادیو مصر آغاز نمود.
وی در طول زندگی خود برای ترویج قرائت قرآن به بسیاری از کشورهای جهان سفر کرد. او در ماه رمضان ۱۹۸۵ تا ۱۹۹۶ به بریتانیا، ایالات متحده آمریکا، آرژانتین، اسپانیا، فرانسه، برزیل، کشورهای حوزۀ خلیج فارس، نیجریه، زئیر، کامرون و بسیاری از کشورهای آسیایی چون ایران سفر کرد و به قرائت قرآن پرداخت.
او یکی از تأثیرگذارترین استادان مصری بر قاریان ایرانی است و خیلی از قاریان ایرانی از تلاوت‌ها و سبک و هنر وی در تلاوت قرآن تأثیر پذیرفته‌اند.
می‌توان گفت رمز و راز این تأثیرگذاری در آرامشی است که در تلاوت‌های وی مشهود است. همچنین می‌توان گفت تسلط و آشنایی این استاد بر مبانی و اصول موسیقی و استفاده از بعضی از گوشه‌ها و ردیف‌های موسیقی ایرانی در تلاوت از نکاتی است که باعث شده او در بین قاریان ایرانی محبوب باشد.
این محبوبیت وی علاوه بر ایران در بین قاریان جوان مصری نیز مشهود است به طوری که هم‌اکنون خیلی از قاریان مصری از تلاوت‌های شحات تقلید می‌کنند.
ابداع‌های این استاد در تلاوت، او را به عنوان یک قاری شاخص و ممتاز مطرح کرده‌است.
وی در سال ۱۹۹۱ به اصفهان، ایران سفر کرد و بخشی از سورۀ کهف را تلاوت کرد که که به «قرائت واتل ما اوحی شحات» مشهور شد
به احتمال زیاد مذهب وی سنی شافعی بود (و دلیل شهادت وی به ولایت امیرالمومنین در اذانی که در ایران گفته بودند این بود که این اذان را برای شیعیان گفتند)زیرا اگر ایشان شیعه بودند پس فرزندان ایشان هم باید شیعه باشند، در حالی که فرزندان ایشان از پیروان اهل سنت هستند.
او در ۱۲ ژانویه ۲۰۰۸ در حالی که ۵۷ سال سن داشت در روستای زادگاه‌اش درگذشت.